# 6-й танковий корпус (СРСР)
6-й танковий корпус — оперативно-тактичне військове об'єднання в складі ЗС СРСР періоду Другої світової війни.

## Історія
Згідно з директивою командувача Західного напрямку генерала армії Г. Жукова, в період з 17 по 30 квітня проводилось формування 6-го танкового корпусу. Днем формування корпусу прийнято вважати 22 квітня 1942 року, коли було підписано наказ № 1. 12 червня 1942 року підрозділи корпусу закінчили навчання. Тоді ж корпус отримав перехідний Червоний прапор комсомолу Москви і Московської області.
Бойове хрещення корпус отримав 4 серпня 1942 року під час наступу військ Західного фронту при проведенні Ржевсько-Сичовської операції. Після не досить вдалого наступу, корпус було виведено в резерв.
Директивою Ставки ВГК № 46021 від 30 січня 1943 року 6-й танковий корпус включався до складу новоствореної 1-ї танкової армії.
7 березня 1943 року частини корпусу прибули під Курськ. Відповідно до Директиви Ставки ВГК № 46030 від 31 березня 1943 року корпус виведено зі складу Західного фронту і включено до резерву ВГК. 6 липня 1943 року корпус провів свій перший бій у Курській битві.
З початком наступу радянських військ на бєлгородсько-харківському напрямку, 3 серпня 1943 року 6-й танковий корпус введено в прорив. Від 9 вересня 1943 року в ході наступу до Дніпра корпус розпочав бої на правому крилі 40-ї армії.
Згідно з наказом НКО № 306 від 23 жовтня 1943 року «за зразкове виконання бойових завдань, за героїзм і відвагу, стійкість і мужність особового складу, проявлені в боях з німецько-фашистськими загарбниками», 6-й танковий корпус перетворений у 11-й гвардійський танковий корпус.

## В складі діючої армії
- з 16 квітня 1942 року по 13 серпня 1943 року.

## Склад корпусу
- Управління корпусу;
- 22-га танкова бригада;
- 100-та танкова бригада;
- 200-та танкова бригада;
- 6-та мотострілецька бригада;
- Корпусні частини:
  - 270-й мінометний полк (з 01.04.1943);
  - 538-й винищувальний протитанковий артилерійський полк (з 01.04.1943);
  - 351-й окремий батальйон зв'язку;
  - 85-й окремий саперний батальйон;
  - 72-га окрема рота хімічного захисту;
  - 6-та окрема автотранспортна рота підвозу ПММ;
  - 75-та рухома ремонтна база (з 01.06.1942);
  - 177-ма рухома ремонтна база (з 01.06.1942);
  - Окрема авіаланка зв'язку (з 25.05.1943);
  - 21-й польовий авто хлібозавод;
  - 912-та воєнно-поштова станція (до 19.06.1942);
  - 2126-та польова каса Держбанку (з 19.06.1942).

## Командування корпусу

### Командир
- полковник, з кінця травня 1942 року — генерал-майор т/в, з серпня 1943 року — генерал-лейтенант т/в Гетьман Андрій Лаврентійович.

### Начальник штабу корпусу
- полковник Комаров Микола Сосипатрович (з 17.04.1942 по січень 1943);
- підполковник, з 22.05.1943 полковник Ситников Іван Петрович (з січня 1943 по 23.10.1943).